# Eugenie Schwarzwald

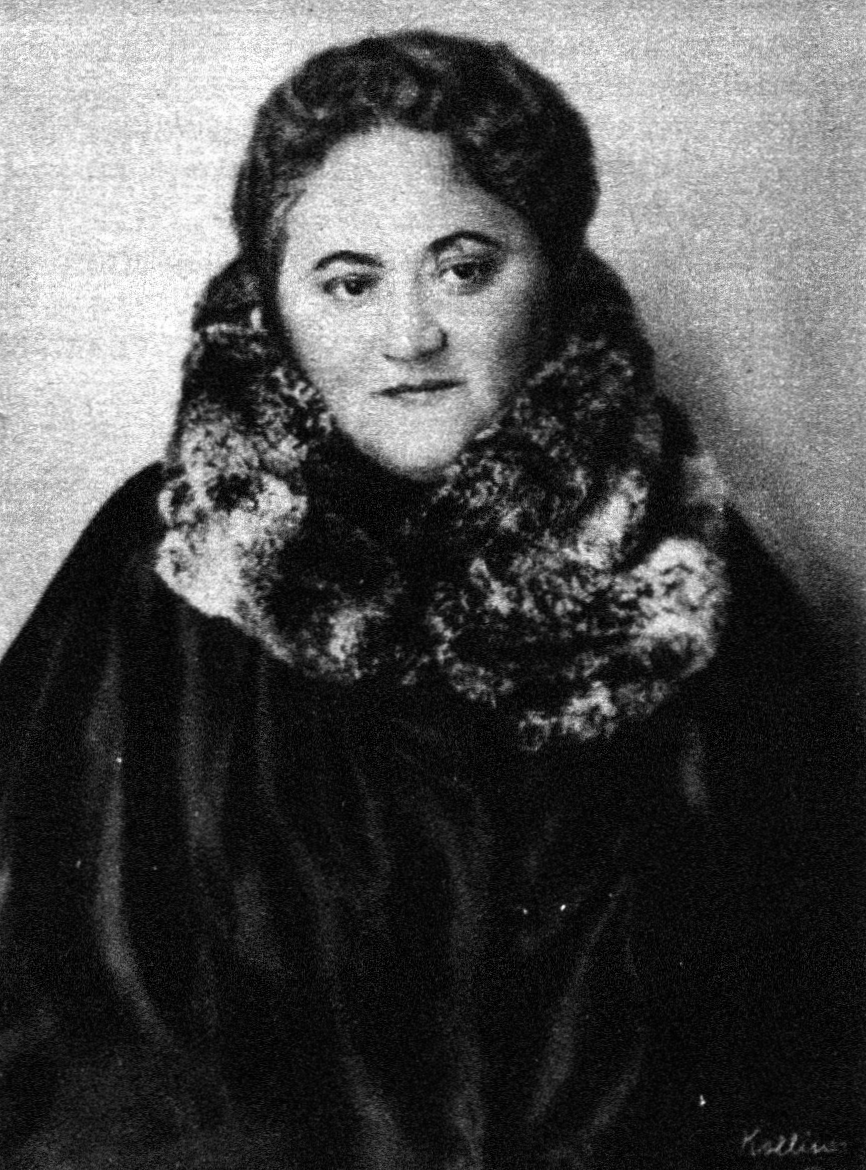
Eugenie Schwarzwald (1872–1940)

Eugenie Schwarzwald (7 de abril de 1872 - 7 de agosto de 1940, em Zurique) foi uma filósofa e pedagoga austríaca.
Em 1897 iniciou seus estudos em filosofia em Viena, defendendo seu doutorado em 1900 com a tese "Metapher und Gleichnis bei Berthold von Regensburg". Após o doutorado, casou-se com Hermann Schwarzwald (1871 Czernowitz - 1939 Zurich), advogado e funcionário público, após 1934 foi membro do quadro executivo do Banco Anglo-Austrian.
Eugenie, em 1901 assumiu a direção do liceu (internato) para meninas de Eleonore Jeiteles em Viena, transformando-o na escola Schwarzwald. Em 1907 sua escola foi reconhecida como de direito pública e em 1903 iniciou também uma escola de ensino elementar e em 1909 uma escola de nível médio.
Por sua escola passaram diversos intelectuais, escritores e poetas de relevo e entre seus alunos e pupilos estiveram figuras influentes da vida política alemã e austríaca entre a primeira e a segunda guerras mundiais.
Durante a década de 30, Eugenie começou a dar apoio ostensivo ao partido Social-Democrata Alemão em oposição à ascensão do Nazismo. Em setembro de 1938 as autoridades nazistas decidiram pela intervenção e fechamento das escola Schwarzwald. Auxiliada por sua amiga americana Doroty Thompson, Eugenie e seu marido conseguiram vistos, passagens e suporte financeiro para fugirem de Viena. Refugiou-se em Zurique e de lá, com apoio de outras pessosas como Robert Musil, iniciou uma campanha para arrecadar fundos e auxiliar refugiados da Alemanha.